# Улица Готвальда (Екатеринбург)

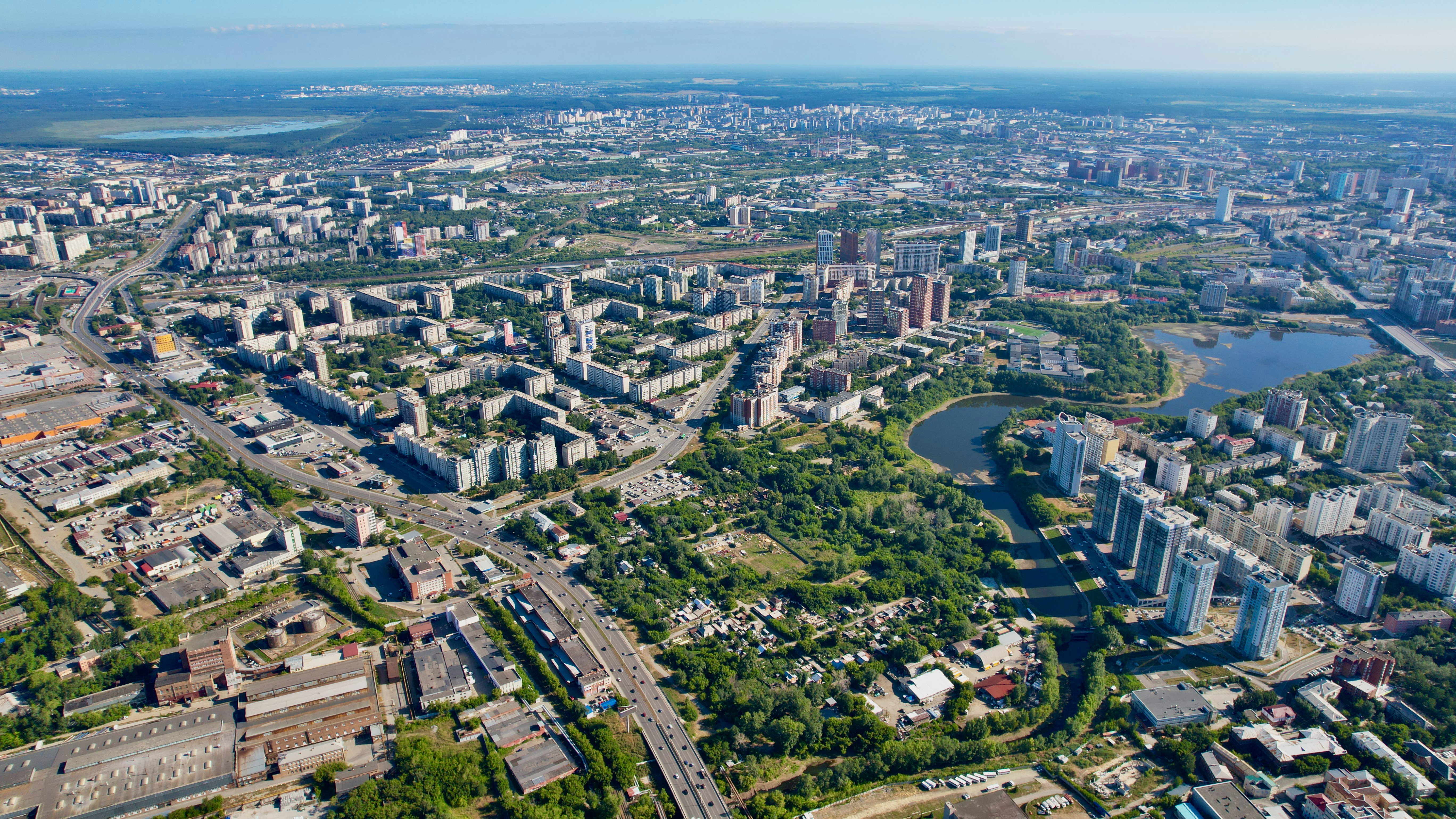
Вид с высоты, улица Готвальда в центре снимка

Улица Го́твальда — магистральная улица в Екатеринбурге, в микрорайоне «Заречный».

## История и происхождение названия
Улица возникла в ходе реконструкции жилого района «Заречный» в 1980-е годы. Своё название улица получила в честь Клемента Готвальда (1896—1953) — видного деятеля чехословацкого рабочего движения.

## Застройка
Современная застройка улицы представляет собой преимущественно жилые многоэтажные здания (9 — 16 этажей). Жилой дом с наименьшей этажностью — № 23/2 — имеет 7 этажей, наиболее высокий — № 14а — имеет 18 жилых этажей. Самое старое здание на улице — кирпичный оштукатуренный дом № 19 — был сдан в эксплуатацию 25.02.1977. Самое новое здание — монолитный дом № 21/1, который был сдан в эксплуатацию в 2010 году. В настоящее время идет строительство двух новых жилых комплексов: «Ольховский парк» и «Первый Николаевский». ЖК «Ольховский пар» — комплекс состоящий из пяти домов разной этажности: от 16 до 33. ЖК «Первый Николаевский» — комплекс-«долгострой», включающий в себя многосекционные 14- и 25-этажные дома. Вторая очередь ЖК, которую возводит компания Prinzip, получила название «Татлин».

## Расположение и благоустройство
Улица проходит с юго-запада на северо-восток. В своём начале (от улицы Бебеля до Опалихинской улицы) проходит по оси бывшей улицы Колмогорова, которая после появления в 1980-х улицы Готвальда распалась на два отрезка. Заканчивается пересечением с улицей Черепанова. Пересекается с улицей Софьи Перовской (не имеющей адресов в районе после реконструкции 1980-х годов и обозначенной только указателем на данном пересечении). Слева к улице примыкает улица Опалихинская, справа на улицу Готвальда выходят улицы Плеханова, Одинарка и Машинистов.
Протяжённость улицы составляет около 1400 метров. Ширина проезжей части — около 15 м (по две полосы в каждую сторону движения). На протяжении улицы имеется шесть светофоров (на перекрёстках улиц Бебеля, Опалихинской, Софьи Перовской, Одинарки, Машинистов и Черепанова), нерегулируемых пешеходных переходов не имеется. С обеих сторон улица оборудована тротуарами и уличным освещением. Нумерация домов начинается от улицы Бебеля.

## Примечательные здания и сооружения
- № 11а — детский сад № 25.
- № 15а — лицей № 12.

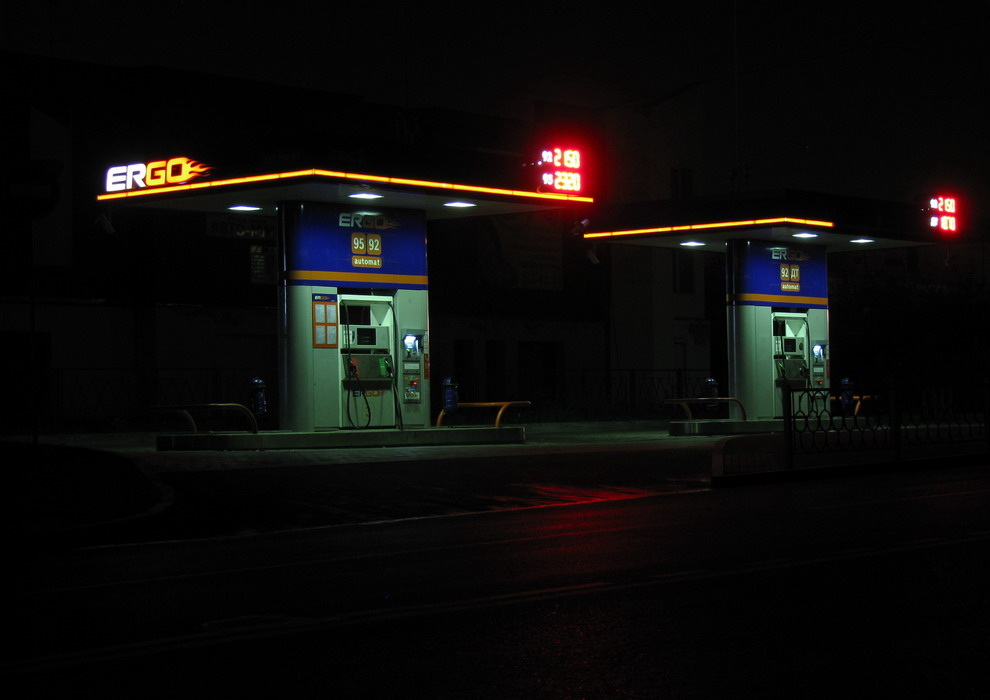
Автоматизированная АЗС на углу улиц Готвальда и Машинистов

- № 19а — лицей № 12; специальная коррекционная школа № 73.

## Транспорт
Автомобильное движение на всей протяжённости улицы двустороннее. В 2008 году была произведена масштабная реконструкция улицы, в результате которой проезжая часть была расширена с 2 до 4 полос, улица была спрямлена.

### Наземный общественный транспорт
После расширения проезжей части в 2008 году улица стала основной транспортной магистралью Заречного микрорайона — по ней прошло большинство маршрутов автобусного транспорта (до расширения Готвальда эту роль выполняла улица Черепанова), на улицу был перенесён автобусный маршрут № 6 (ранее следовавший по Черепанова). Однако в 2010 году автобус маршрута № 6 вновь вернули на ул. Черепанова. В настоящее время по улице Готвальда осуществляют движение муниципальный автобусный маршрут № 67, коммерческие № 82 (остановки «Юридическая академия», «Университет путей сообщения» и «Готвальда-Черепанова»), а также муниципальные № 43, и коммерческие № 06, 83, 93 (остановка «Готвальда»).

### Ближайшие станции метро
Ближайшая станция метро — «Уральская» — находится в полутора километрах от конца улицы. Планировалось строительство в Екатеринбурге системы скоростного трамвая, один из возможных вариантов предполагал линию, проходящую через Заречный микрорайон — в таком случае она должна была пройти в непосредственной близости от начала улицы Готвальда (в районе улиц Бебеля и Халтурина).